# Ostmärkische Sturmscharen
Ostmärkische Sturmscharen (OSS) waren eine 1930 in Österreich unter führender Mitwirkung des christlichsozialen Nationalratsabgeordneten Kurt Schuschnigg gegründete katholische kulturpolitische Erneuerungs- und Schutzbewegung beziehungsweise paramilitärische Wehrformation.

## Geschichte

PAX-Zeichen der OSS

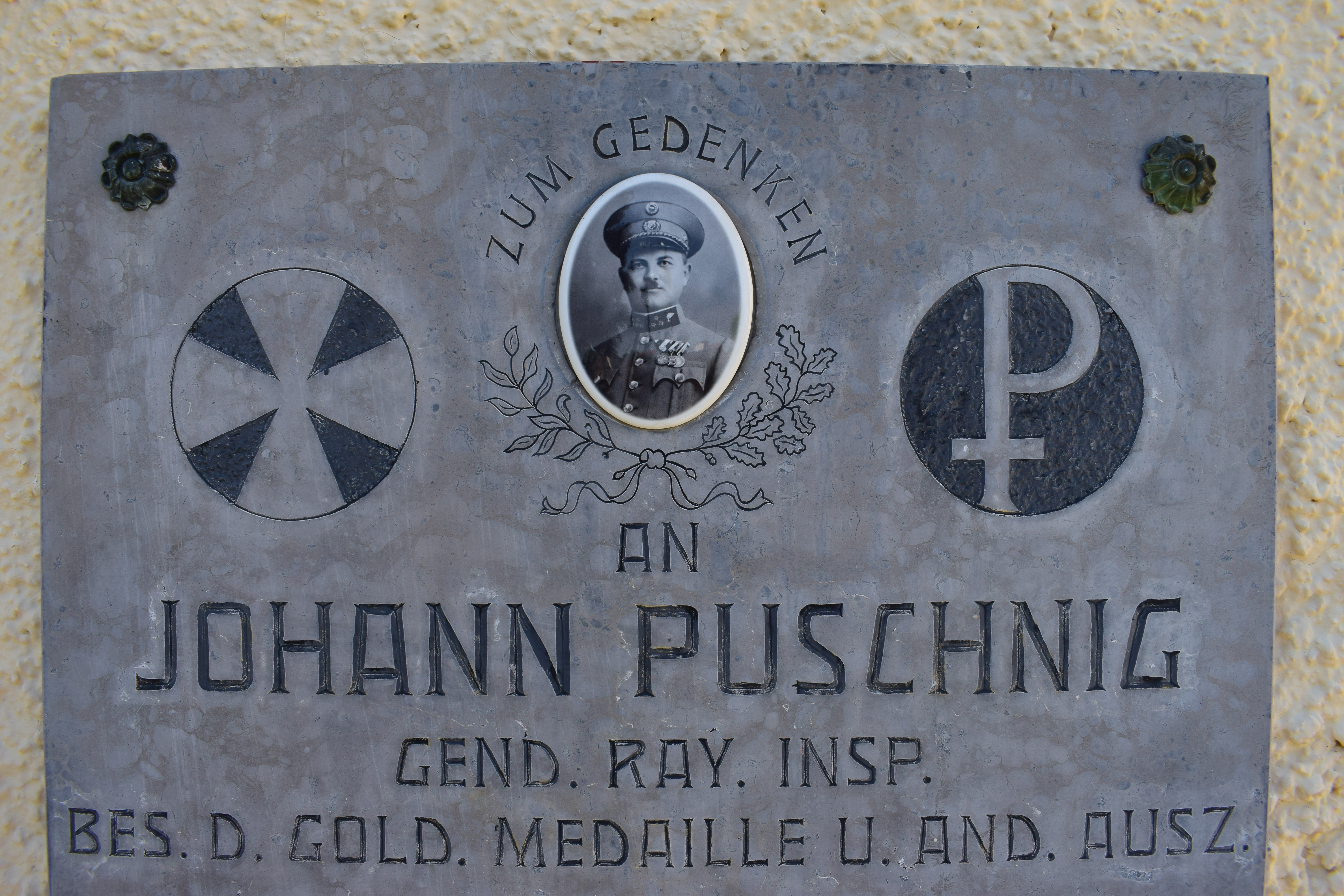
Gedenktafel für einen im Februaraufstand 1934 gefallenen Gendarmen mit dem PAX-Zeichen der OSS

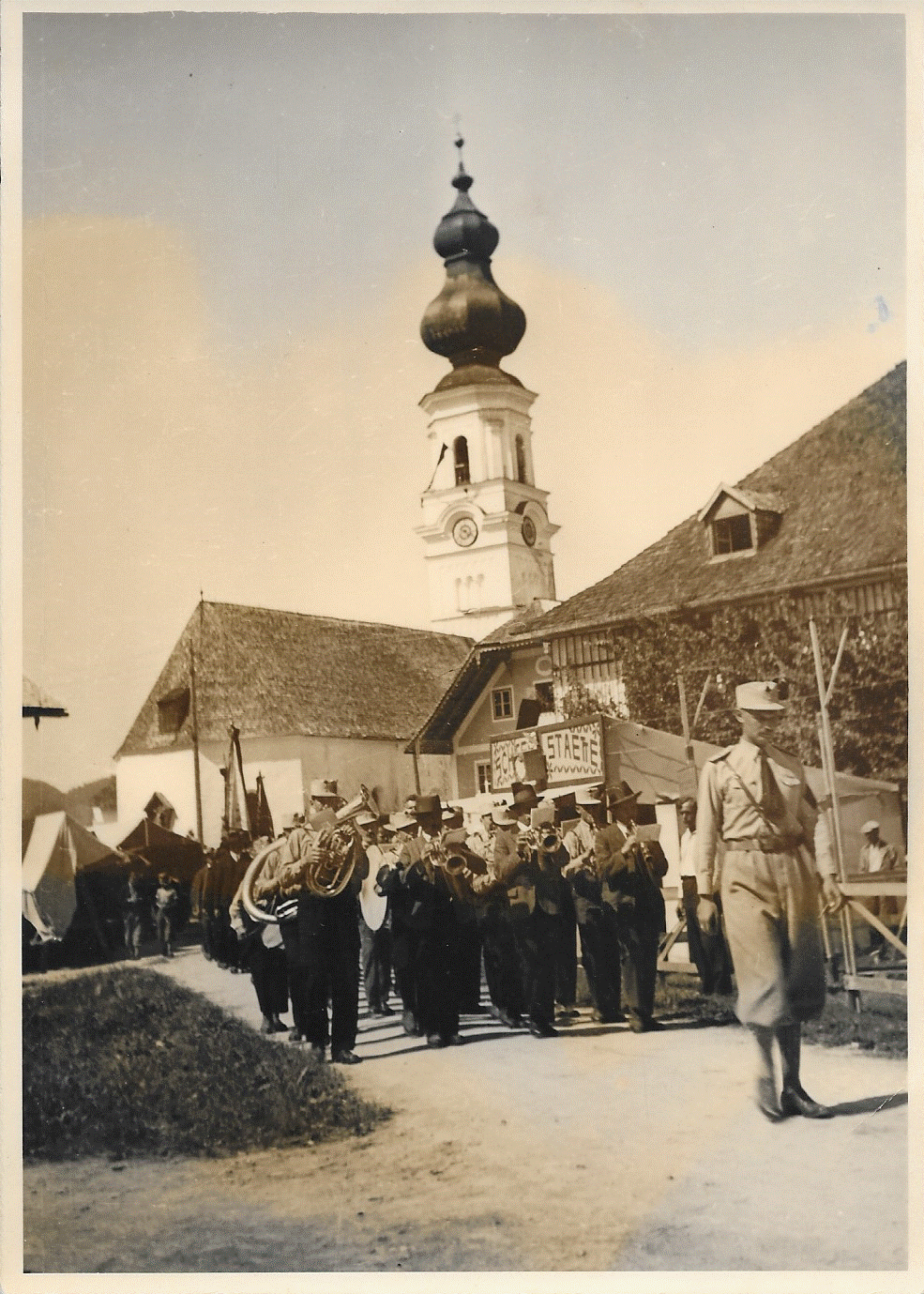
Burschenvereinsmusik (auch Tiefbrunnauer bzw. Auer-Musik) in Faistenau, mit SCHIESS STAETTE.

Kurt Schuschnigg lernte im Sommer 1930 in Deutschland die im Jahr zuvor gegründete Sturmschar des katholischen Jungmännerverbands kennen und beschloss, in Österreich eine ähnliche Organisation ins Leben zu rufen. Durch sie sollte eine Erneuerung des Vereinskatholizismus „im Geiste Luegers“ bewirkt werden. Am 14. Oktober 1930 fand in Innsbruck im Austriahaus im Rahmen einer Jungwählerversammlung des katholischen Jungvolkes die Gründungsversammlung dieser Vereinigung statt. Als Verbandsobmann fungierte der Innsbrucker Lehrer und Gemeinderat Hans Bator, Reichsführer wurde Schuschnigg. Als Zweck des Vereins wurde die vaterländische und kulturelle Schulung der katholischen Jungmänner Österreichs deklariert. Im Juni 1933 wurde der Vereinssitz von Innsbruck nach Wien verlegt. Bei der damit verbundenen Änderung der Statuten wurde als Ergänzung die Ausbildung der männlichen Jugend im Wehrsport angeführt. Die Ostmärkischen Sturmscharen traten für eine katholisch geprägte Gesellschaftsordnung ein und rekrutierten ihre Mitglieder vor allem aus katholischen Jugend-, Gesellen- und Lehrerorganisationen. Von Beginn an wurden auch Nebenorganisationen für Frauen und Mädchen aufgebaut.
Obwohl sie ursprünglich als reine Kulturorganisation gegründet worden waren, begannen die Ostmärkischen Sturmscharen im Zuge ihres österreichweiten Aufbaues ab 1932 auch mit der Aufstellung eigener Wehrformationen. Ihren eigenen Angaben zufolge umfassten diese 15.000 Mann im Jahre 1933. An der Niederschlagung der sogenannten Februarrevolte des Republikanischen Schutzbundes im Jahr 1934 beteiligten sich die Sturmscharen mit einem Aufgebot von 4.900 Mann.
Politisch waren die Ostmärkischen Sturmscharen dem rechten Spektrum der Christlichsozialen Partei zuzurechnen, die einen engagierten österreichischen Patriotismus vertraten. Der Radikalität der Heimwehren standen sie grundsätzlich ablehnend gegenüber und sollten für die Parteijugend einen organisatorischen Gegenentwurf zu den Heimwehren bieten. Für christlichsoziale Politiker wie Engelbert Dollfuß stellten die Ostmärkischen Sturmscharen ein willkommenes Gegengewicht zu den auf seine Regierung starken Druck ausübenden Heimwehren.
Die Sturmscharen trugen ab 1932 graue Uniformhemden, schwarze Krawatten und graue Kappen mit dem Pax-Zeichen. Wegen ihrer Nähe zum Klerikalfaschismus wurden sie von ihren Gegnern auch als „Ölberghusaren“ oder als „SA des Ständestaates“ bezeichnet. Die Sturmscharen waren antisemitisch ausgerichtet, Juden wurden nicht aufgenommen. Es wurde ein rassischer Antisemitismus vertreten, Übertritte zum katholischen Glauben sollten nicht zur Gleichberechtigung führen: Zur Führung seien allein Personen aus der „bodenständigen Bevölkerung“ befähigt. Auch antislawische Positionen wurden vertreten.
Eine Sonderstellung nahmen die Ostmärkischen Sturmscharen in Niederösterreich ein, wo sie im Mai 1932 sogar die Niederösterreichische Heimwehr integrierten und sich offiziell Niederösterreichische Sturmscharen nannten. Sie wurden in diesem Bundesland vom Bauernbund massiv gefördert. Ihr dortiger Landesführer war der Direktor des Reichsbauernbundes Leopold Figl. Ein weiterer prominenter Funktionär der Ostmärkischen Sturmscharen war der spätere Widerstandskämpfer gegen den Nationalsozialismus Jacob Kastelic. In den Jahren 1933 und 1934 bekleidete er den Posten des Wiener Landesführers, bis 1938 fungierte Kastelic als Leiter des Sozial- und Wirtschaftsverbandes der Organisation.
Die Auflösung aller Wehrverbände der Ersten Republik im Oktober 1936 betraf die Ostmärkischen Sturmscharen nicht mehr, da sie sich schon am 11. April dieses Jahres wieder zu einer reinen Kulturorganisation umfunktioniert und ihre Waffen niedergelegt hatten.

## Museale Rezeption
Im Wiener Heeresgeschichtlichen Museum befinden sich Uniformen der Ostmärkischen Sturmscharen und der Heimwehren.